# Gerrit Ravenschot

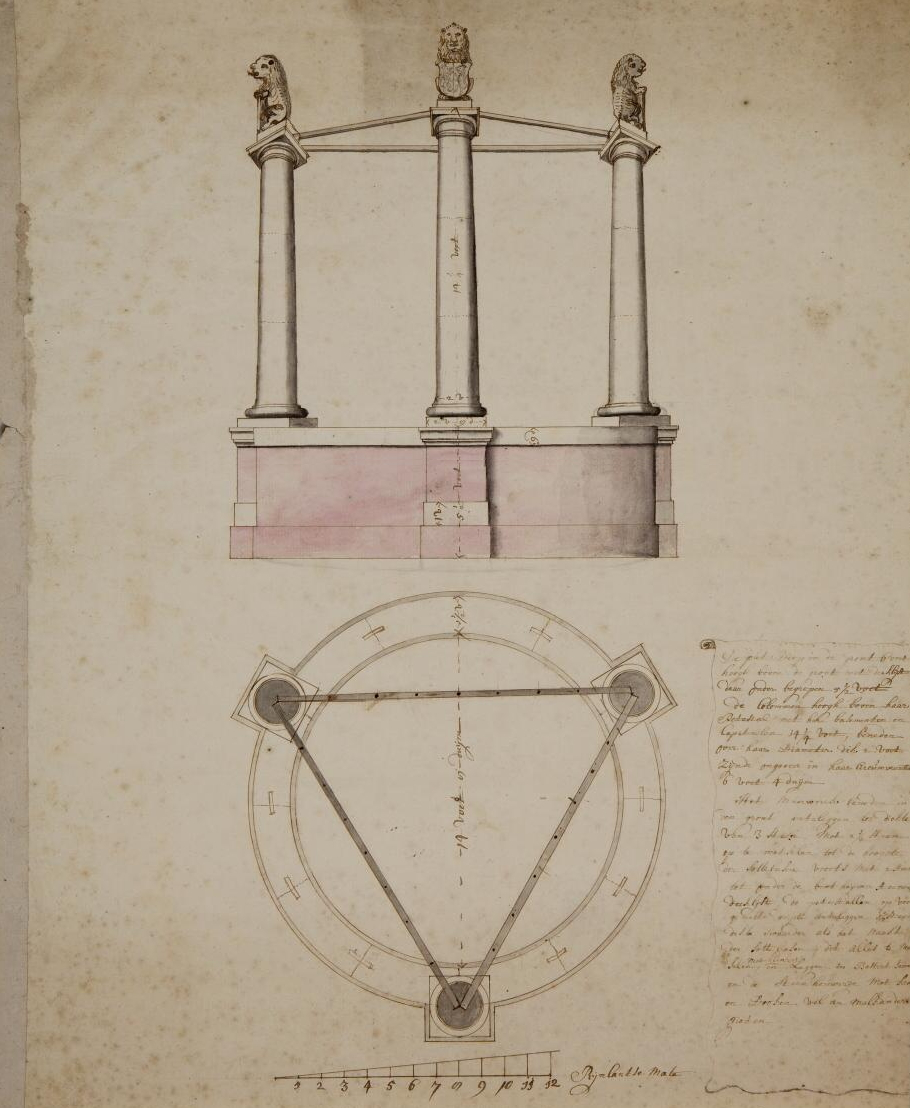
Ontwerp van Ravenschot uit 1734 voor een stenen galg voor 21 personen in Park Klarendal

Gerrit Ravenschot (begraven te Zutphen 27 februari 1767) was een Nederlandse bouwmeester en landmeter. Tot zijn dood was hij gedurende enige decennia architect en landmeter van het Kwartier van Zutphen. In 1743 kocht hij het landgoed De Kieftskamp in Vorden, waarop hij vervolgens vermoedelijk een bescheiden buitenhuis bouwde, dat in 1776 door een nieuw zou zijn vervangen.
Zijn belangrijkste werk vormden het Huis de Poll bij Bussloo, dat hij bij een vergroting in 1726-1730 in opdracht van Ditmar van Wijnbergen van een nieuwe voorgevel voorzag, en het Huis Baak, dat hij na sloop van het oude huis in 1738-1739 voor Gerhard Willem Joseph van der Heyden herbouwde, waarbij hij ook de Dorische poort op de binnenplaats ontwierp.
In 1734 ontwierp Ravenschot in opdracht van de Gelderse Rekenkamer de in 1803 weer verwijderde natuurstenen galg op de Galgenberg in Park Klarenbeek bij Arnhem. In 1763 werd hij in Harderwijk om advies gevraagd in verband met herstel van de kap van de Grote Kerk en de gewelven daaronder; na zijn dood nam de Arnhemse timmerman Anthony Viervant dit werk van hem over.

## Bewaard werk van Ravenschot
- Bussloo, Huis de Poll (1726-'30, vergroting)
- Zutphen, Hof van Flodorf, Halterstraat 20-22 (1734-'39, verbouwing)
- 's-Heerenberg, Huis Bergh (1735-'46, herbouw oostelijk gedeelte met Lalane de Duthay)
- Baak, Huis Baak (1738-'39, herbouw)
- Laag-Keppel, Kasteel Keppel (1743-'50, vergroting zuidwestelijk gedeelte, ontwerp reeds uit 1729)
- De Steeg, Huis Rhederoord (?)(1745-'46; ook aan Hendrik Viervant toegeschreven)
- Terborg, Hervormde Kerk (1746, herbouw toren)[3]
- Doetinchem, Gevangenis van het Landdrostambt van Zutphen (1766)

## Fotogalerij

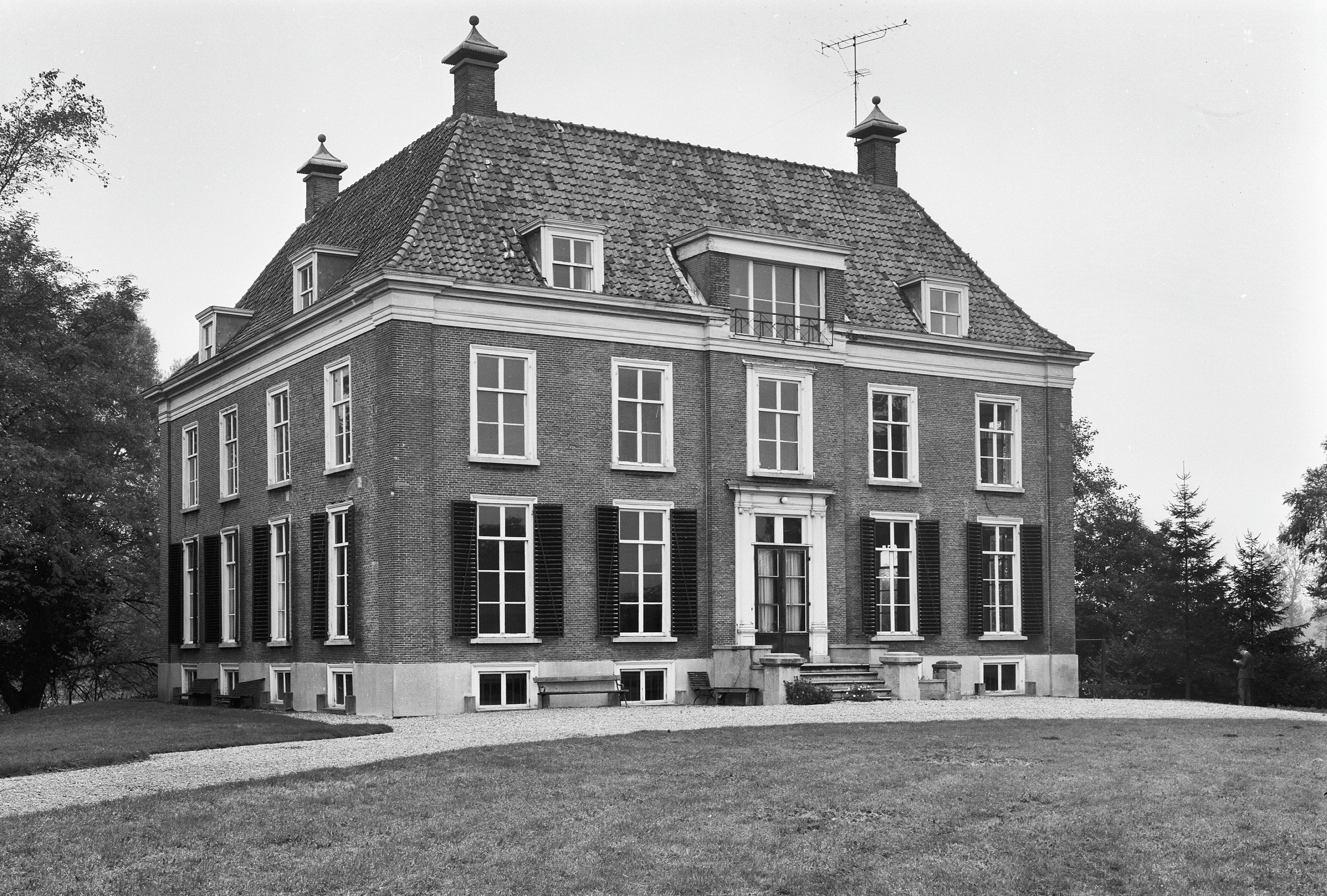
Huis De Poll bij Bussloo
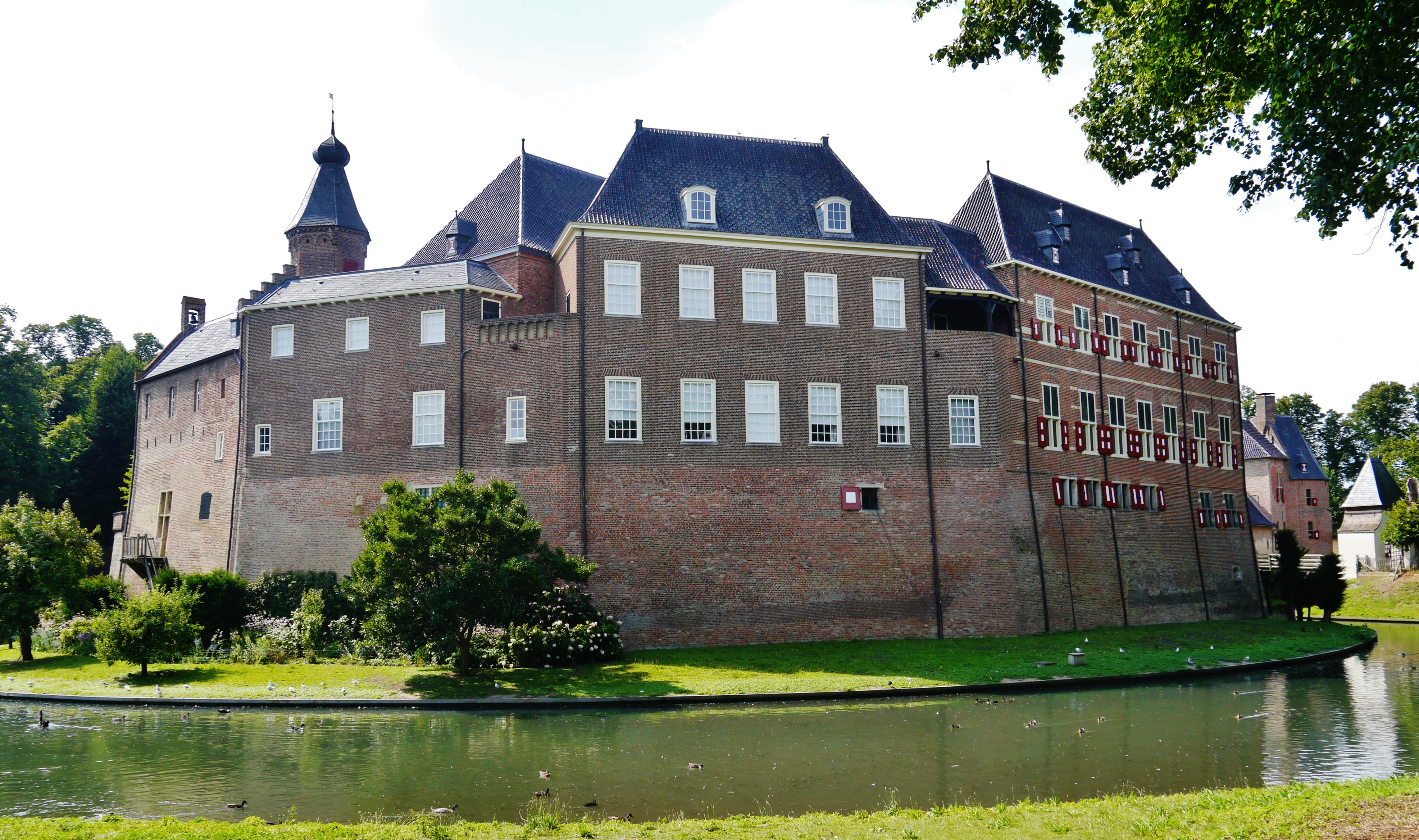
Kasteel Bergh uit het oosten
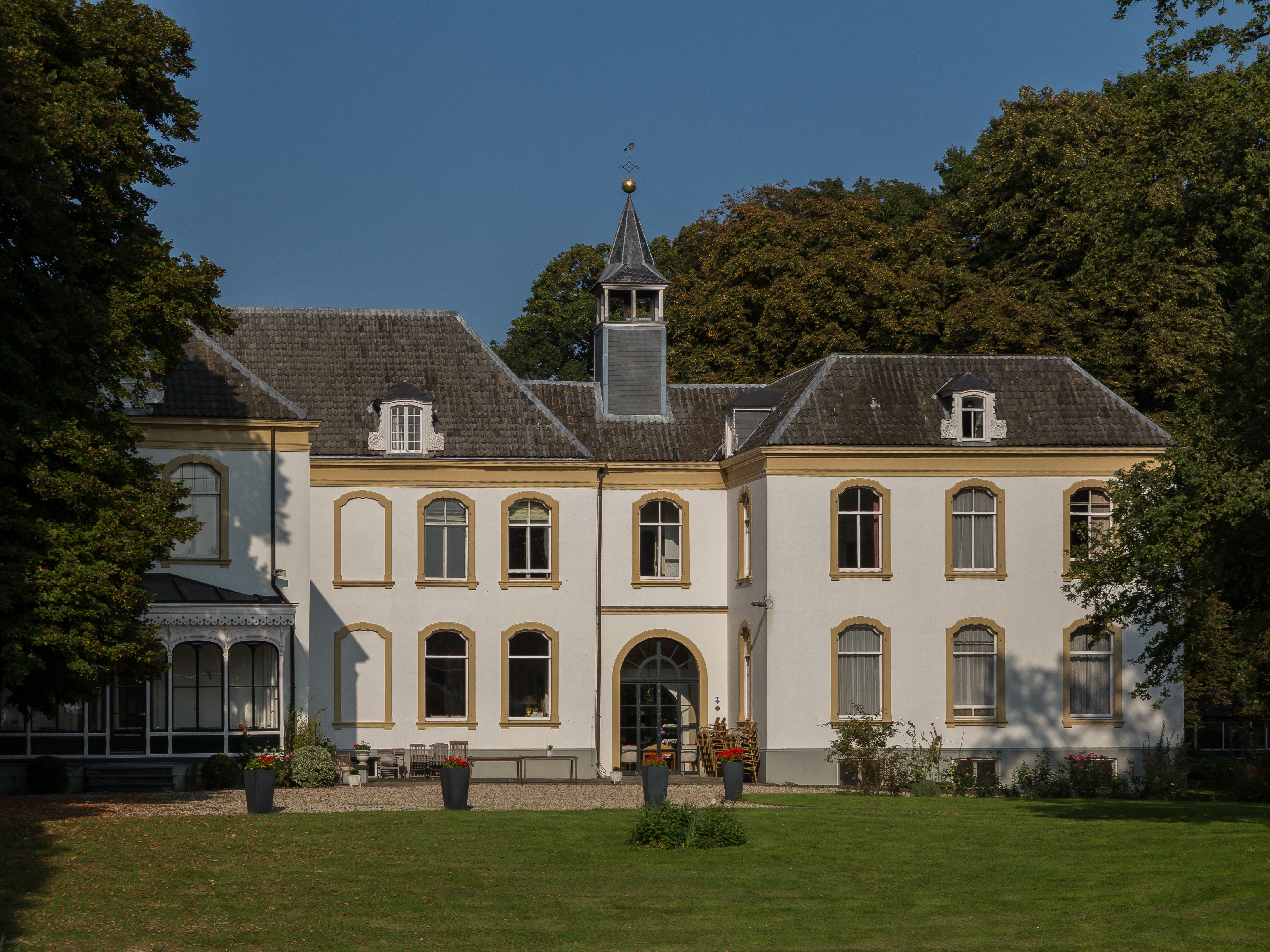
Huis Baak te Baak
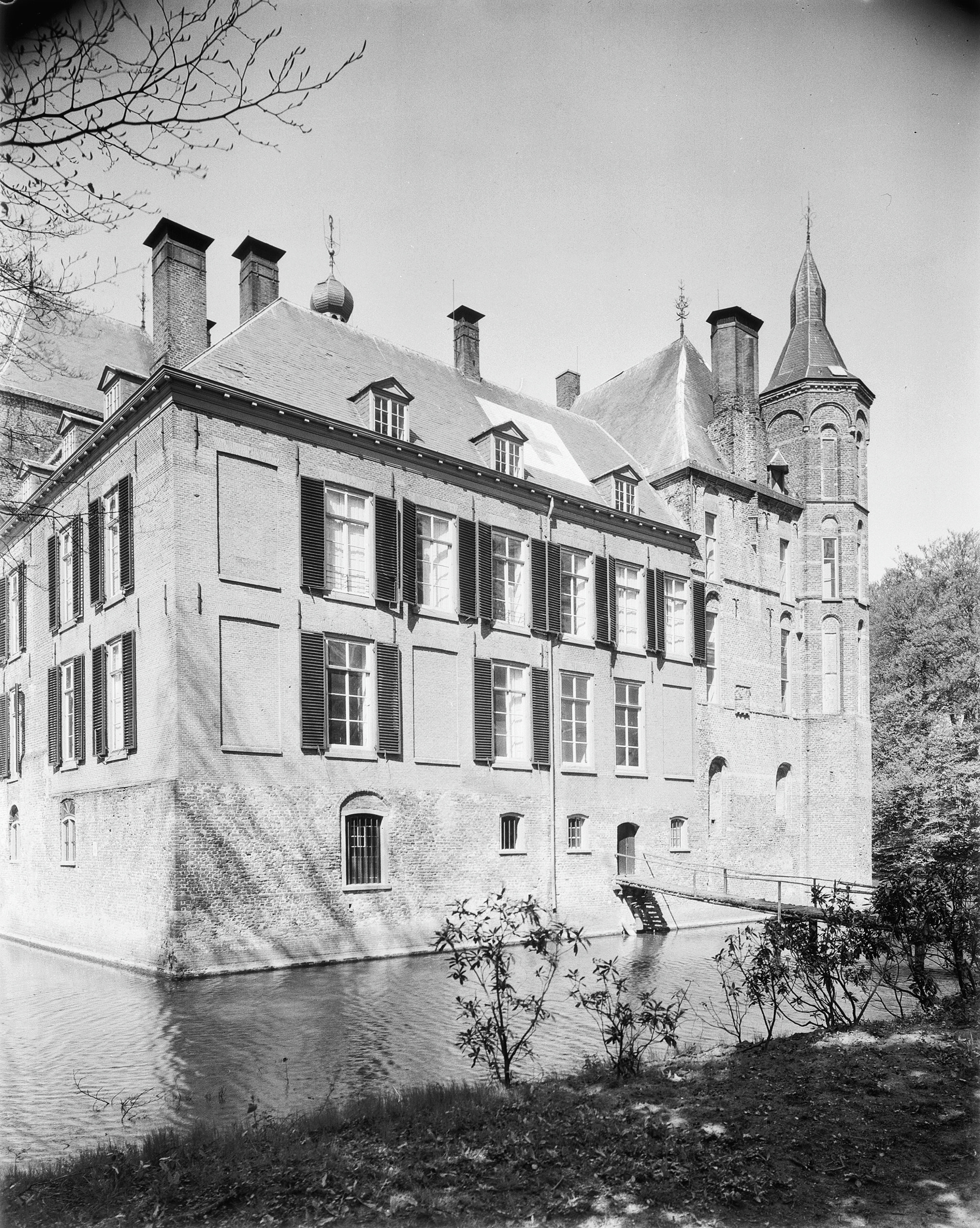
Kasteel Keppel uit het zuidwesten
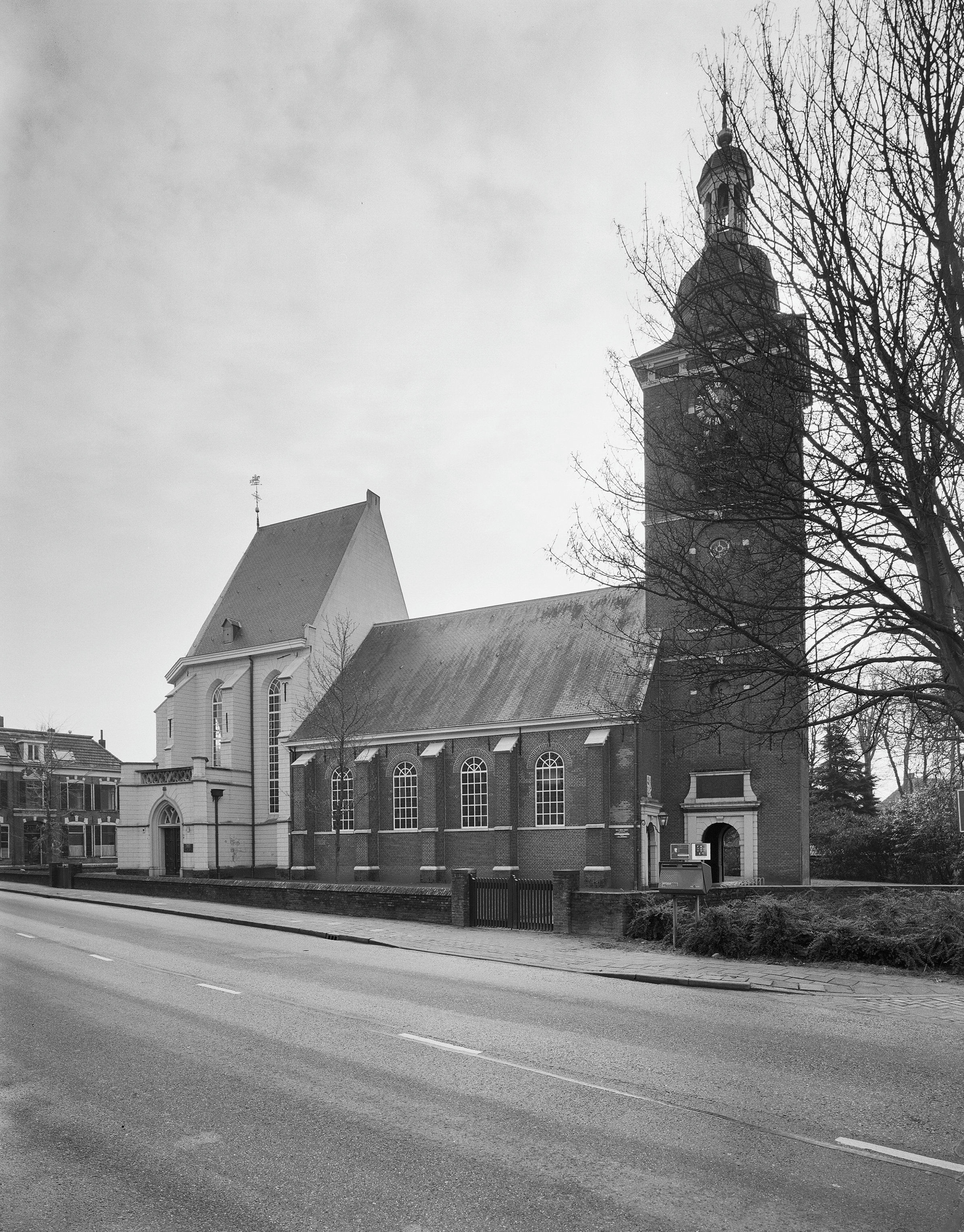
Hervormde Kerk in Terborg
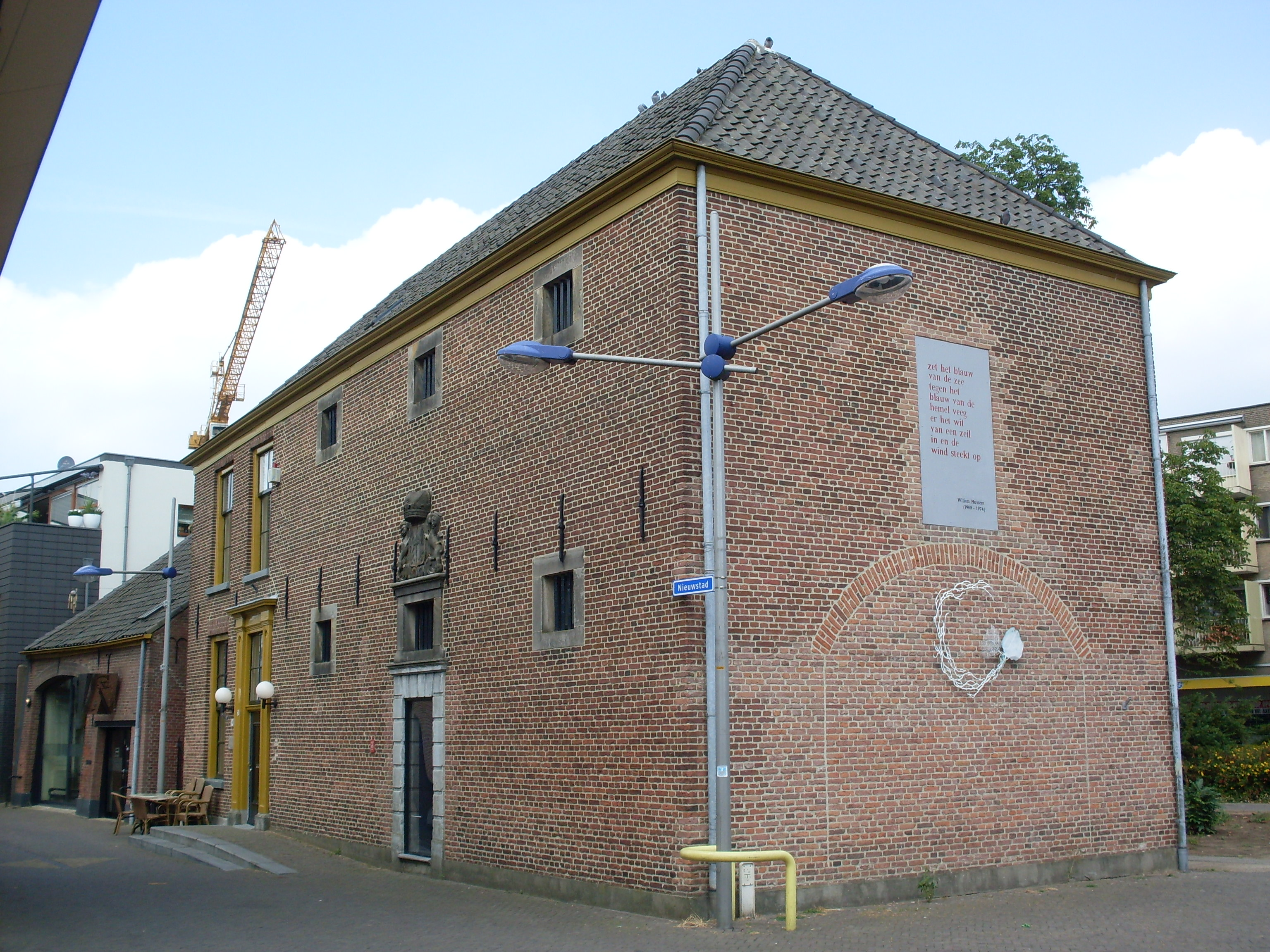
Gevangenis te Doetinchem